# Ourém (Portugal)
Ourém [oˈɾɐ̃i] ist eine Stadt in Portugal, im Distrikt Santarém in Portugal. Sie hat ca. 4.991 Einwohner (Stand: 2004). Weltweit bekannt ist der zum Kreis von Ourém gehörende katholische Wallfahrtsort Fátima.

## Geschichte

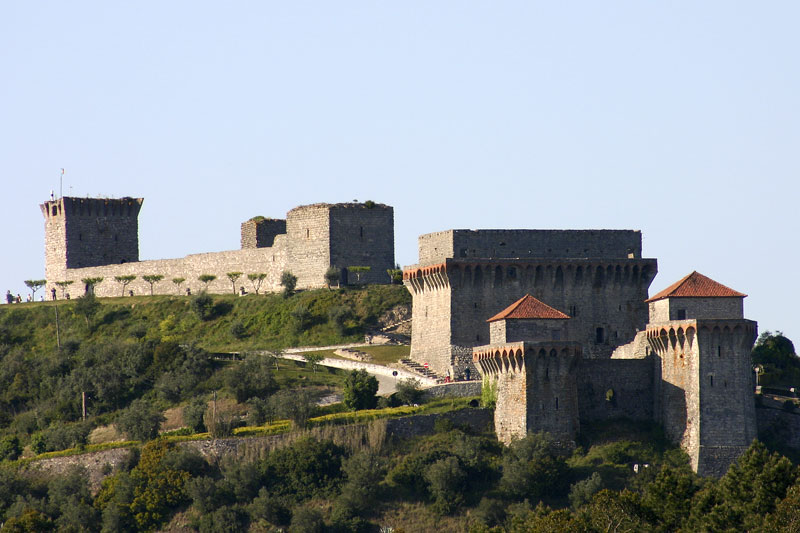
Burg von Ourém

Der Ort war unter den Mauren als Abdegas bekannt, bis er 1136 durch D. Afonso Henriques, den späteren ersten König Portugals von den Arabern erobert wurde. Fortan wurde er nach einer nahen Burg Aurem benannt, woraus sich der heutige Name entwickelte. 1180 erhielt Ourém seine ersten Stadtrechte.
Der dritte Graf von Ourém, Nuno Álvares Pereira, sicherte mit dem Sieg in der Schlacht von Aljubarrota 1385 die Unabhängigkeit des Königreichs Portugal. Der vierte Graf von Ourém, Alfons von Braganza, lud den königlichen Rat hierher ein, die Cortes.

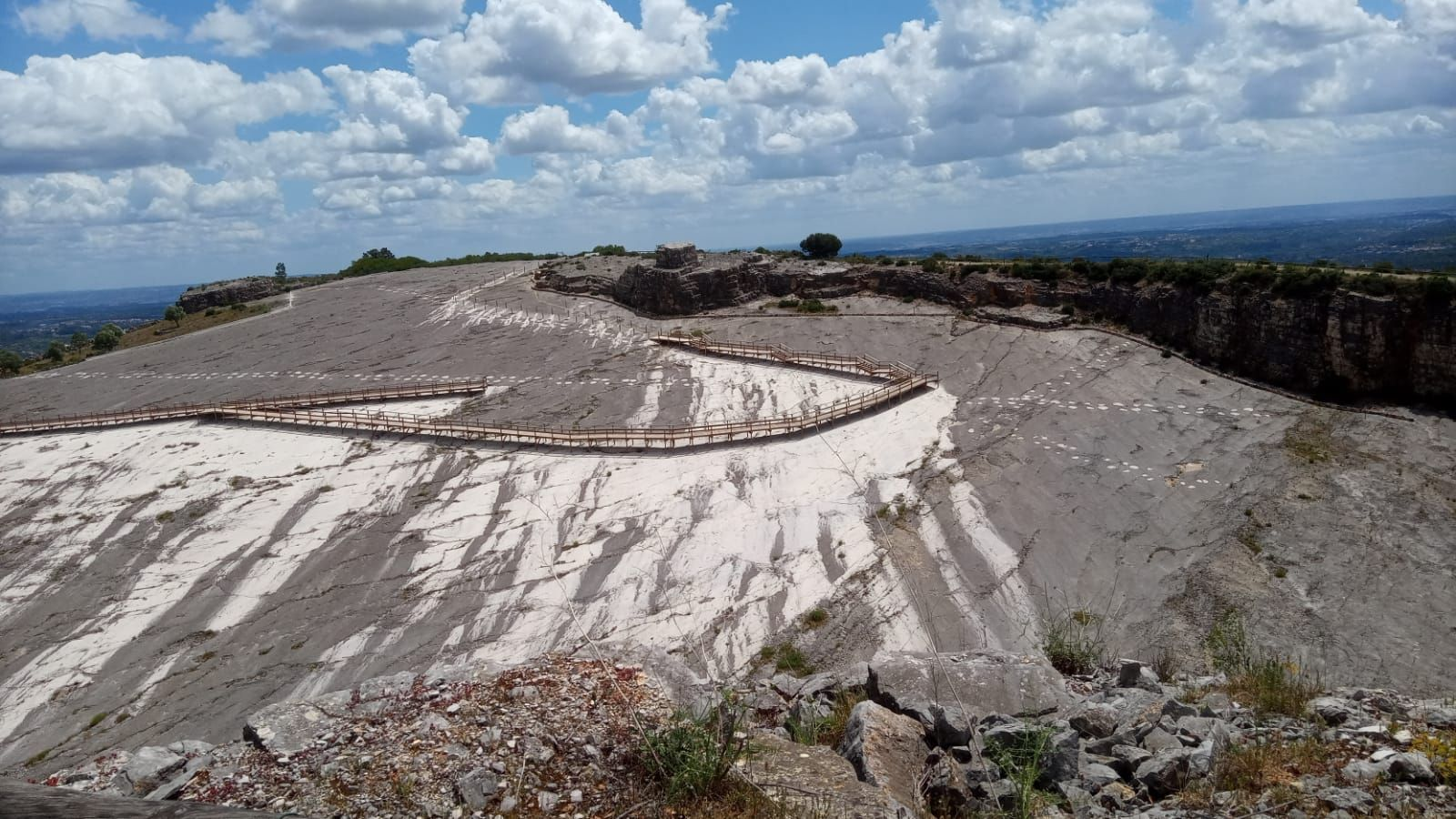
Sauropoden-Spuren

Nachdem die umliegenden Orte der Region durch das Erdbeben von Lissabon 1755 und den Napoleonischen Invasionen Anfang des 19. Jahrhunderts beträchtliche Zerstörungen erlitten, wuchs Ourém zu einer Kleinstadt, mit dem Namen Vila Nova de Ourém. Im Verlauf der verschiedenen Verwaltungsreformen nach der Liberalen Revolution 1822 und dem Miguelistenkrieg wurde Ourém Mitte des 19. Jahrhunderts dann Sitz eines eigenständigen Kreises. In einer seiner Gemeinden, in Fátima, soll sich am 13. Mai 1917 eine Marienerscheinung begeben haben. In der Folge entstand hier einer der größten Wallfahrtsorte der katholischen Welt, mit einigen Millionen Besuchern jährlich.
1991 wurde die bisherige Kleinstadt (Vila) zur Stadt (Cidade) erhoben.
1994 wurde in Bairro, dem südlichsten Ortsteil von Ourém, die mit 147 m längste bekannte Sauropoden-Spur entdeckt.

## Sport
Überregional bekannt ist die Frauenfußballabteilung des Atlético Ouriense. Sie gewann 2013 und 2014 die die nationale Meisterschaft von Portugal. Unter den weiteren Fußballvereinen im Kreis ist der CD Fátima zu nennen.

## Verwaltung

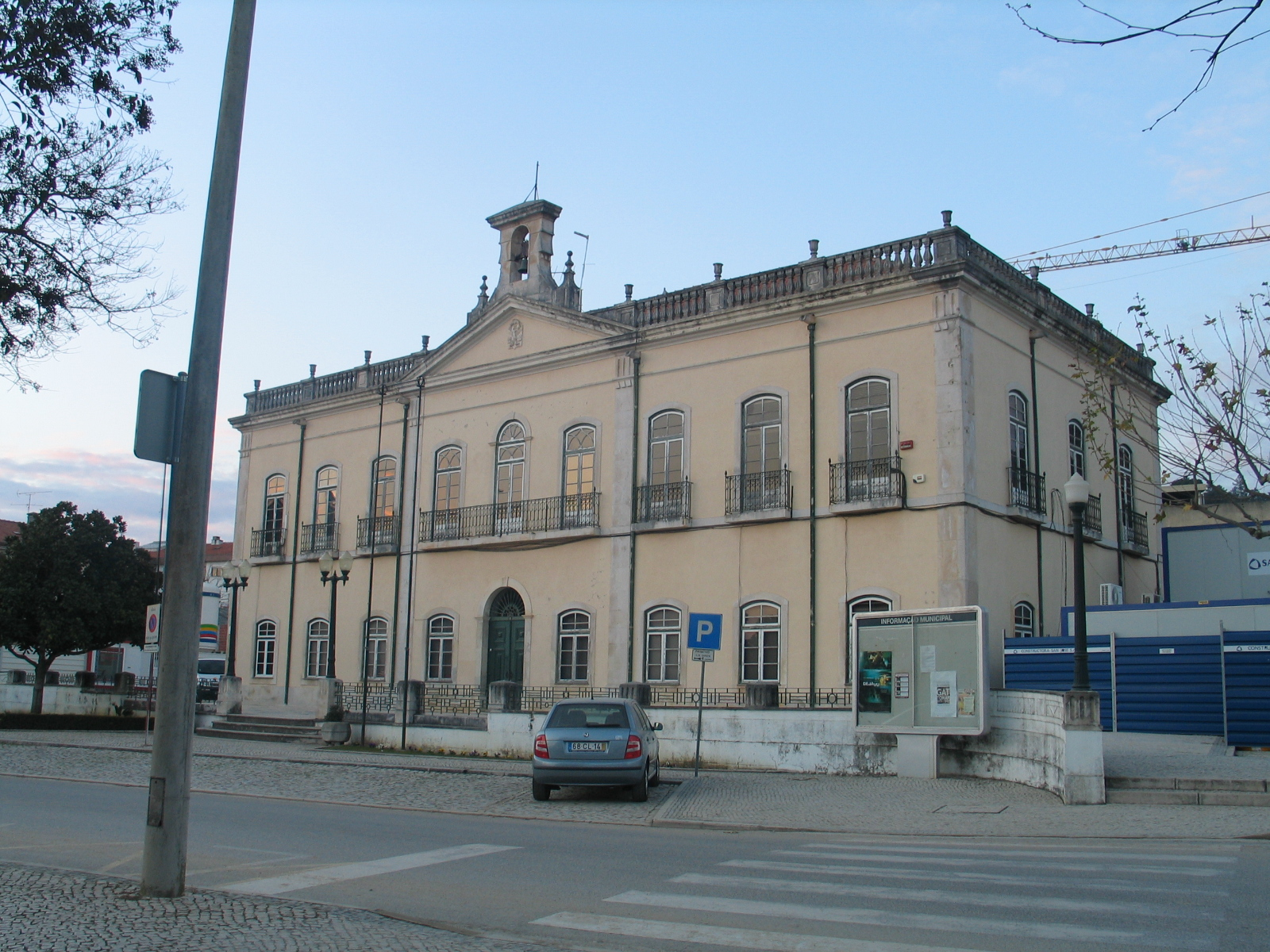
Das Rathaus (Câmara Municipal) von Ourém

### Der Kreis
Ourém ist Verwaltungssitz eines gleichnamigen Kreises (Concelho) im Distrikt Santarém. Am 19. April 2021 hatte der Kreis 44.538 Einwohner auf einer Fläche von 416,7 km².
Die Nachbarkreise sind (im Uhrzeigersinn im Norden beginnend): Pombal, Alvaiázere, Ferreira do Zêzere, Tomar, Torres Novas, Alcanena, Batalha sowie Leiria.
Mit der Gebietsreform im September 2013 wurden mehrere Gemeinden zu neuen Gemeinden zusammengefasst, sodass sich die Zahl der Gemeinden von zuvor 18 auf 13 verringerte.
Die folgenden Gemeinden (Freguesias) liegen im Kreis Ourém:

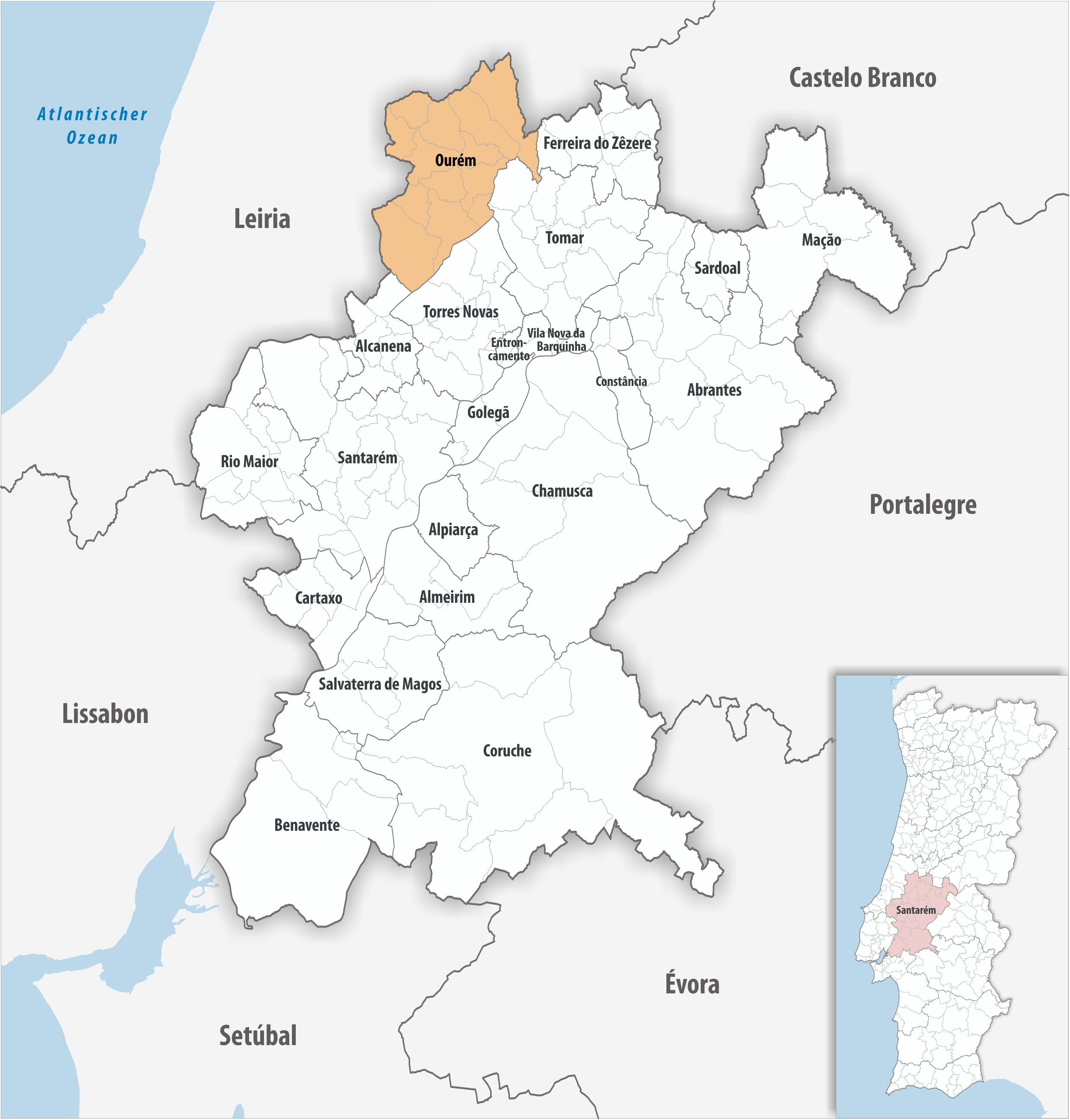
Kreis Ourém

| Gemeinde                                  | Einwohner (2021) | Fläche km² | Dichte Einw./km² | LAU- Code |
| ----------------------------------------- | ---------------- | ---------- | ---------------- | --------- |
| Alburitel                                 | 1.060            | 11,19      | 95               | 142101    |
| Atouguia                                  | 2.087            | 19,61      | 106              | 142102    |
| Caxarias                                  | 2.136            | 18,03      | 118              | 142104    |
| Espite                                    | 986              | 19,78      | 50               | 142105    |
| Fátima                                    | 13.212           | 71,84      | 184              | 142106    |
| Freixianda, Ribeira do Farrio e Formigais | 3.226            | 64,23      | 50               | 142119    |
| Gondemaria e Olival                       | 2.736            | 30,11      | 91               | 142120    |
| Matas e Cercal                            | 1.618            | 20,75      | 78               | 142121    |
| Nossa Senhora da Piedade                  | 7.250            | 20,42      | 355              | 142115    |
| Nossa Senhora das Misericórdias           | 4.655            | 40,67      | 114              | 142111    |
| Rio de Couros e Casal dos Bernardos       | 2.292            | 44,11      | 52               | 142122    |
| Seiça                                     | 1.879            | 24,88      | 76               | 142113    |
| Urqueira                                  | 1.401            | 31,06      | 45               | 142114    |
| Kreis Ourém                               | 44.538           | 416,68     | 107              | 1421      |

### Bevölkerungsentwicklung
| Einwohnerzahl im Kreis Ourém (1801–2011) | Einwohnerzahl im Kreis Ourém (1801–2011) | Einwohnerzahl im Kreis Ourém (1801–2011) | Einwohnerzahl im Kreis Ourém (1801–2011) | Einwohnerzahl im Kreis Ourém (1801–2011) | Einwohnerzahl im Kreis Ourém (1801–2011) | Einwohnerzahl im Kreis Ourém (1801–2011) | Einwohnerzahl im Kreis Ourém (1801–2011) | Einwohnerzahl im Kreis Ourém (1801–2011) | Einwohnerzahl im Kreis Ourém (1801–2011) |
| ---------------------------------------- | ---------------------------------------- | ---------------------------------------- | ---------------------------------------- | ---------------------------------------- | ---------------------------------------- | ---------------------------------------- | ---------------------------------------- | ---------------------------------------- | ---------------------------------------- |
| 1801                                     | 1849                                     | 1900                                     | 1930                                     | 1960                                     | 1981                                     | 1991                                     | 2001                                     | 2004                                     | 2011                                     |
| 12.803                                   | 13.033                                   | 25.726                                   | 34.534                                   | 47.511                                   | 41.376                                   | 40.185                                   | 46.216                                   | 49.269                                   | 45.887                                   |

### Kommunaler Feiertag
- 20. Juni

### Städtepartnerschaften
- Le Plessis-Trévise, Frankreich (seit 1992)
- Częstochowa, Polen (seit 1997)
- São Filipe, Kap Verde (seit 1999)
- Monapo, Mosambik (seit 2001)
- Altötting, Deutschland (seit 2009)
- Pitești, Rumänien (seit 2011)[7]

## Söhne und Töchter der Stadt
- Miguel de Sousa Melo e Alvim (1784–1855), Militär und Politiker, 1828–29 Marineminister von Brasilien
- Maria de Jesus (1893–2009), ältester lebender Mensch 2008–2009
- Lúcia dos Santos (1907–2005), eines der drei Hirtenkinder der Marienerscheinung
- Francisco Marto (1908–1919), eines der drei Hirtenkinder der Marienerscheinung
- Jacinta Marto (1910–1920), eines der drei Hirtenkinder der Marienerscheinung
- António dos Reis Rodrigues (1918–2009), römisch-katholischer Weihbischof
- José da Silva Lopes (* 1932), Ökonom und Politiker, 1978 Finanzminister
- Luandino Vieira (* 1935), portugiesisch-angolanischer Schriftsteller
- Rui Manuel Sousa Valério (* 1964), römisch-katholischer Geistlicher, Patriarch von Lissabon
- Nuno Filipe Rodrigues Laranjeiro (* 1983), Fußballspieler

## Verkehr
Östlich Stadt liegt die Eisenbahnstation Seiça-Ourém an der Linha do Norte.